# Нематеріальне виробництво
Нематеріа́льне виробни́цтво — це сфера суспільного виробництва, в якій виробляються:
- нематеріальні послуги: роздрібна торгівля, громадське харчування, пасажирський транспорт та зв'язок (що обслуговує населення), побутове обслуговування, охорона здоров'я тощо;
- духовні цінності: освіта, культура, мистецтво тощо.